# Сокальская икона Божией Матери
Сокальская икона Божией Матери Утешение — чудотворная икона с изображением Богоматери Сокальской, которая хранится в святилище на территории Грубешова (Польша).

## История
Чудотворная Сокальская икона Божьей Матери впервые упоминается в 1612 г. в летописи Сокальского монастыря.
Согласно легенде, эту икону написал в XIV веке талантливый литовский иконописец Ян Венжик. Этот художник очень много творил и в результате — ослеп. Ян пошел на богомолье в Ченстохову. После молитвы Божией Матери Ченстоховской произошло чудо — зрение вернулось.
Пораженный красотой Черной Мадонны, художник решил написать копию иконы. Творить по памяти было трудно, поэтому он ещё дважды посещал Ясну Гуру. Вернувшись домой последний раз, он увидел написанную на кипарисовой доске икону, от которой исходил свет. Яков Венжик решил, что она была завершена чудесным образом. Он заявил, что незримый голос повелел отнести икону в собор Сокаля. Произошло это в 1392 году.
Икону признали образом Матери Божьей Утешение и с большим почетом поместили в церкви города Сокаля.
В начале XVI веках крымские татары уничтожили Сокаль (см. Битва под Сокалем). Сгорела и церковь. Чудом уцелевшую икону нашли на пепелище. Город перенесли на высокий правый берег Буга, а на старом месте построили часовню, где икона находилась почти сто лет.
В начале XVII века по инициативе холмского епископа Станислава Гомолинского на месте часовни построили монастырь и костел Бернардинцев, куда поместили икону Сокальской Божией Матери Утешение. 8 сентября 1724 года состоялась коронация образа папскими коронами. Икона стала четвёртым коронованным образом (см. Коронованные иконы) в Польше (после Ченстоховской, Трокской и Коденской икон).
Здесь икона эта стала славиться своими чудесами, о чём рассказывали набожные люди. Монастырь стал центром религиозной жизни. Сюда приезжало много паломников из Польши и Галицкой Руси, чтобы помолиться перед иконой, получившей название «русской Ченстоховы».
Но во время пожара церкви в мае 1843, икона сгорела. Пользуясь подтвержденной копией оригинала из маленькой церквушки в г. Поздимир, львовский художник Ян Машковский написал новую икону на медной пластине. В сентябре 1843 её освятили. 
В 1951, когда Сокаль вернулся в состав ПНР, икона была перевезена в Краков и в течение 50 лет хранилась в часовне костела Бернардинцев. 
8 сентября 2002 обновленную чудотворную икону Сокальской Божией Матери Утешение перенесли из Кракова в костел св. Станислава Костки в г. Грубешов, который с тех пор выполняет роль санктуария чудотворной иконы Сокальской Божией Матери Утешение.